# Riley 10 (1909)
Der Riley 10 war ein Pkw von Riley.

## Beschreibung
Das Fahrzeug in mittlerer Größe erschien 1909 und ergänzte das Riley-Sortiment, das außerdem den kleineren 9 und den größeren 12 beinhaltete.
Der Wagen besaß einen V2-Motor mit 1390 cm³ Hubraum, seitlich stehenden Ventilen und Wasserkühlung. Die Maschine leistete 15 bhp (11 kW). Das Fahrgestell war, wie beim großen Modell, mit Radstand 2286 mm oder 2438 mm verfügbar, der Aufbau war zwischen 3200 mm und 3581 mm lang und 1524 mm breit. Das Fahrgestell wog 584 kg. Wie alle Riley-Fahrzeuge hatte auch der 10 abnehmbare Drahtspeichenräder.
Das mittlere V2-Modell wurde bis 1914 angeboten und nach dem Ersten Weltkrieg 1919 durch den vierzylindrigen 10.8 ersetzt.